# Monique Bessomo
Monique Bessomo, née en 1954 dans le village Ekoko II, situé près de Yaoundé, à proximité du village benebalot et Nkolmefou I. Elle est une poète et militante camerounaise, qui écrit sur la démocratie en Afrique et aide les handicapés. Elle traduit ainsi ses pensées et ses aspirations, pour elle et pour l'Afrique, par le biais de la poésie.

## Biographie

### Jeunesse et formation
Monique Bessomo, très jeune, est renversée par un véhicule dont le conducteur a pris fuite ce qui l'a rend handicapée. Elle reçoit son éducation de la mission catholique de Nsimalen. Ensuite, elle a suivi les cours du soir de Notre-Dame-des-Victoires de Yaoundé et l'école d'ergothérapie de Nancy, puis elle obtient un diplôme d'État d'ergothérapie. Plus tard, elle travaille au Centre national de réhabilitation des personnes handicapés d'Étoug-Ebe à Yaoundé jusqu'en août 1996.
Elle consacre la plupart de son temps à la Ligue de solidarité des femmes handicapées du Cameroun (LI.SO.F.HA.C.), une Association créée en 1991 par un groupe de femmes handicapées pour se venir en aide mutuellement et trouver le meilleur moyen de s'intégrer dans la société par des activités génératrices de revenus. Deux ans plus tard, les membres de l'Association ont créé le Centre des Œuvres de la Face Sacrée (C.OE.FA.SA.), sous sa direction. Ce Centre autogéré accueille, soigne et intègre à ses activités les enfants et les adultes handicapé(e)s qui sont laissés pour compte par la société. En 2003, le Centre avait trois unités : le foyer d'accueil, l'unité de rééducation fonctionnelle et l'unité de formation/production.
Femmes, enfants et hommes, qu’ils soient handicapés ou enfants de parents handicapés, sont accueillis, soignés, formés. Des valides démunis sont aussi acceptés, afin qu’ils côtoient des personnes handicapées et soient des porte-parole de l’intégration par l’exemple. Une éducation civique leur est prodiguée : ils acquièrent des notions d’économie sociale, d’horticulture, de français, de mathématiques et d’organisation coopérative. Les personnes malades bénéficient d’un soutien social et d’une orientation vers de structures de soins.

## Œuvres

### Poèmes
- Osën, 1996
- Mon handicap, 1997
- Mon Pays l'Afrique,  1998
- Un certain jour, 1998
- Bethléem de Mouda, 1999
- À toi, oui à toi, 1999
- Tu es mon frère - Tu es ma sœur, 1999
- Spéciale fin. Début spectaculaire, 1999
- Ton regard, 1999
- Ils ont besoin de Toi, 1999
- Depuis Ekoko, 1999
- Les balades vénusiennes, 2000
- Les vénusiennes, suite 2000
- Le jour tant attendu, 2000
- Mouda, 2001
- Je perds le sommeil, 2001
- Amis du Monde, Sauvons la vie, 2003
- Le tam-tam de la démocratie, 1993-2003
- Miroir de fond, 31 décembre 2003
- Barack Obama « osu », 17 janvier 2009
- Salut 2012, janvier 2012
- Le palmier à huile, mars 2012
- Les Africaines : qui a dit ?, mars 2012
- Ainsi soit-il !,octobre 2012[5].

### Publications
- Holà ! Enfants d'Afrique. Yaoundé : Sopecam, 1991. (22p.). Poésie[5].
- Tam-Tam de la Démocratie. Yaoundé : Chez l'auteur, 1996. (52p.). Poésie[5]